# Sergio Ortega González
Sergio Ortega González (Torrelavega, 25 de novembre de 1980) és un futbolista càntabre, que ocupa la posició de defensa.
Sorgeix del planter de la Gimnástica de Torrelavega, d'on passa al CE Onda, llavors filial del Vila-real CF. Retorna a Cantàbria per militar al Racing de Santander B i de nou al Torrelavega.
El 2006 fitxa pel CD Numancia amb qui ascendeix a primera divisió el 2008. Eixa temporada, la 08/09, suma 20 partits. A l'any següent recala al Celta de Vigo.